# Espagne aux Jeux olympiques d'hiver de 1976
L'Espagne participe aux Jeux olympiques d'hiver de 1976 à Innsbruck en Autriche du 4 au 15 février 1976. Il s'agit de sa 9e participation à des Jeux olympiques d'hiver. La délégation est composée de quatre athlètes concourants dans un sport. L'Espagne fait partie des pays ne remportant pas de médailles durant ces Jeux.

## Résultats

### Ski alpin
| Athlète                     | Épreuve      | Manche 1      | Manche 1 | Manche 2      | Manche 2 | Total         | Total |
| Athlète                     | Épreuve      | Temps         | Rang     | Temps         | Rang     | Temps         | Rang  |
| --------------------------- | ------------ | ------------- | -------- | ------------- | -------- | ------------- | ----- |
| Francisco Fernández Ochoa   | Descente     | NC            | NC       | NC            | NC       | 1 min 51 s 91 | 35e   |
| Francisco Fernández Ochoa   | Slalom       | 1 min 2 s 35  | 10e      | 1 min 6 s 00  | 10e      | 2 min 8 s 35  | 9e    |
| Francisco Fernández Ochoa   | Slalom géant | 1 min 48 s 55 | 24e      | 1 min 49 s 47 | 27e      | 3 min 38 s 12 | 24e   |
| Juan Manuel Fernández Ochoa | Descente     | NC            | NC       | NC            | NC       | 1 min 52 s 40 | 36e   |
| Juan Manuel Fernández Ochoa | Slalom       | DNF           | DNF      | DNF           | DNF      | DNF           | DNF   |
| Juan Manuel Fernández Ochoa | Slalom géant | 1 min 48 s 06 | 15e      | 1 min 46 s 71 | 15e      | 3 min 34 s 77 | 16e   |
| Jorge García                | Descente     | NC            | NC       | NC            | NC       | 1 min 53 s 55 | 42e   |
| Jorge García                | Slalom       | DNF           | DNF      | DNF           | DNF      | DNF           | DNF   |
| Jaime Ros                   | Descente     | NC            | NC       | NC            | NC       | 1 min 53 s 50 | 41e   |
| Jaime Ros                   | Slalom       | DNF           | DNF      | DNF           | DNF      | DNF           | DNF   |
| Jaime Ros                   | Slalom géant | 1 min 55 s 25 | 48e      | 1 min 56 s 54 | 36e      | 3 min 51 s 79 | 36e   |